# Bijie Airport
Bijie Airport är en flygplats i Kina. Den ligger i provinsen Guizhou, i den sydvästra delen av landet, omkring 150 kilometer nordväst om provinshuvudstaden Guiyang. Bijie Airport ligger 1 497 meter över havet.
Runt Bijie Airport är det tätbefolkat, med 331 invånare per kvadratkilometer. Närmaste större samhälle är Bijie, 1,5 km väster om Bijie Airport. Trakten runt Bijie Airport består till största delen av jordbruksmark.
Genomsnittlig årsnederbörd är 1 152 millimeter. Den regnigaste månaden är juli, med i genomsnitt 224 mm nederbörd, och den torraste är december, med 19 mm nederbörd.